# تيان يي (لاعب كرة قدم)
تيان يي (بالصينية: 田野) هو لاعب كرة قدم صيني في مركز حراسة المرمى، ولد في 14 يناير 1972 في تشانغشا في الصين. لعب مع جيجيانغ غرينتاون وغوانغجو إفرغراند تاوباو.